# Pleuranthodium racemigerum
Pleuranthodium racemigerum là một loài thực vật có hoa trong họ Gừng. Loài này được Ferdinand von Mueller miêu tả khoa học đầu tiên năm 1873 dưới danh pháp Alpinia racemigera. Năm 1991, Rosemary Margaret Smith chuyển nó sang chi Pleuranthodium.

## Phân bố
Loài này có tại đông bắc Queensland, Australia.